# Somatochlora metallica
Somatochlora metallica là loài chuồn chuồn trong họ Corduliidae. Loài này được Vander Linden mô tả khoa học đầu tiên năm 1825.

## Hình ảnh

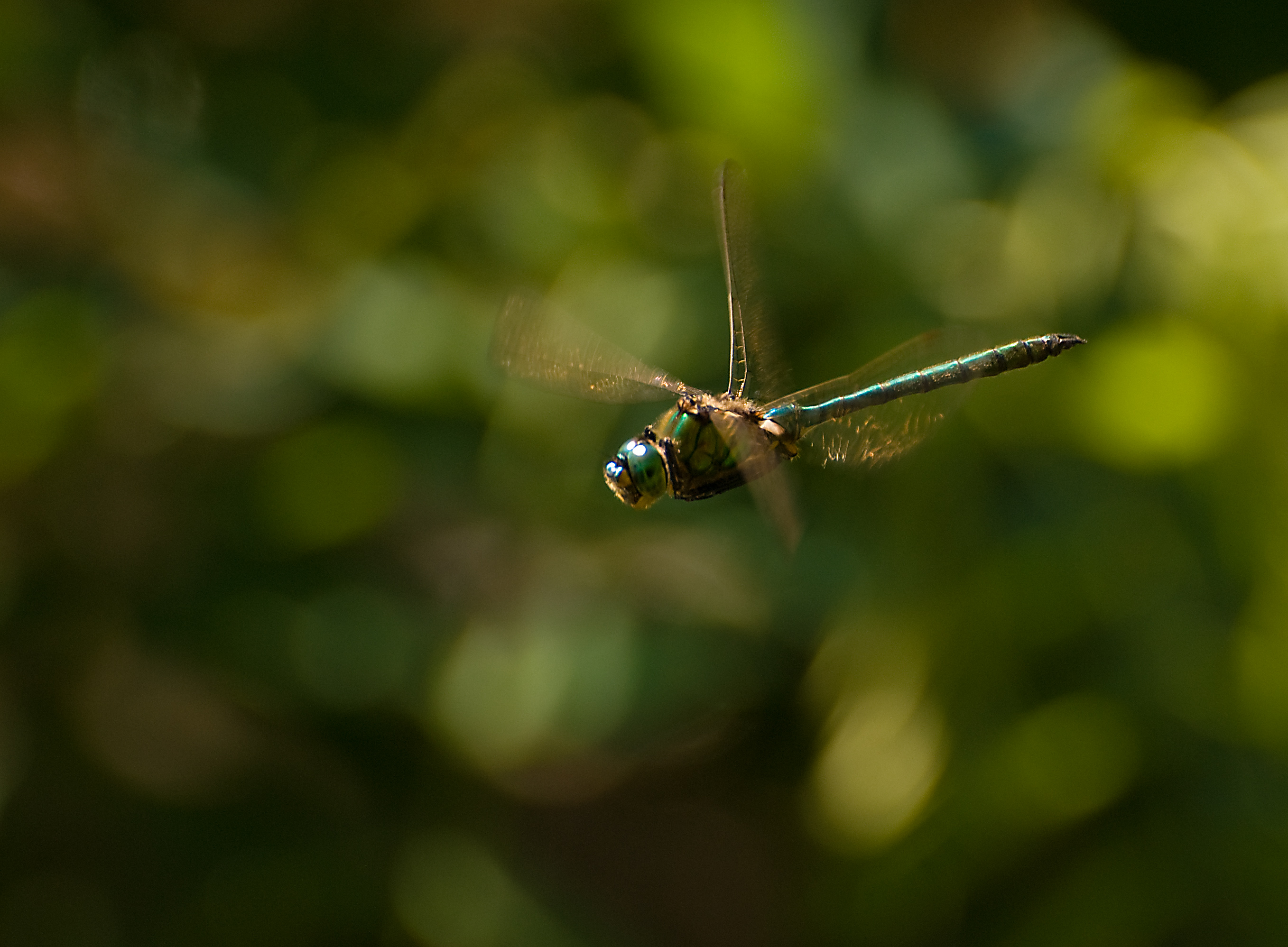
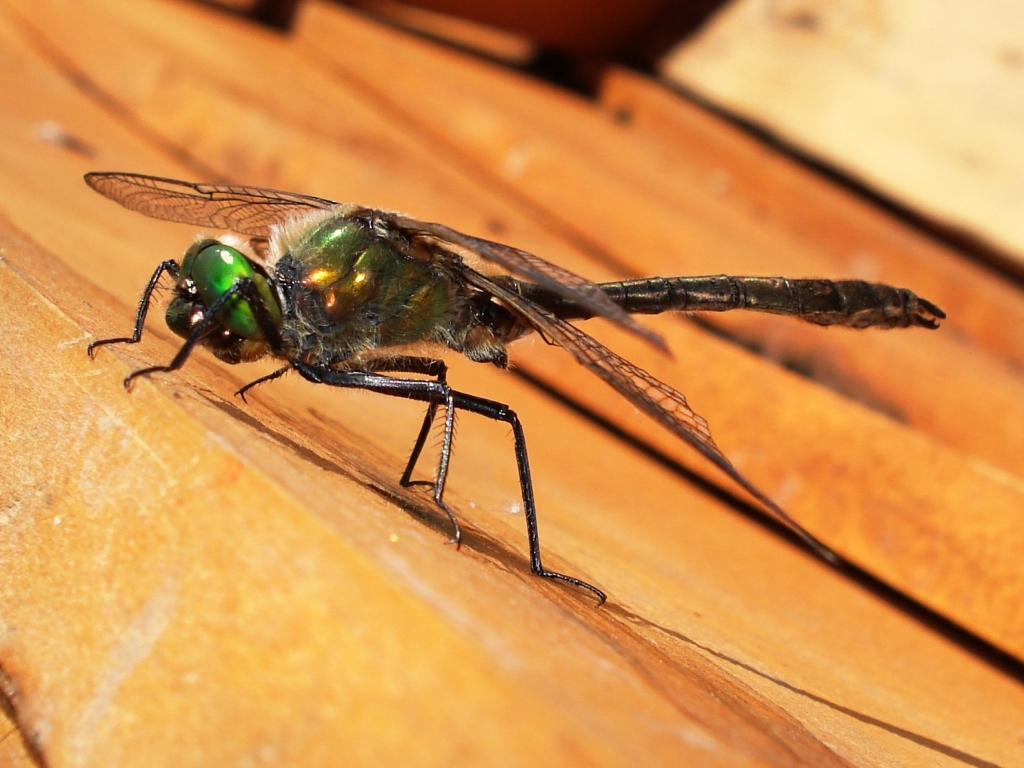
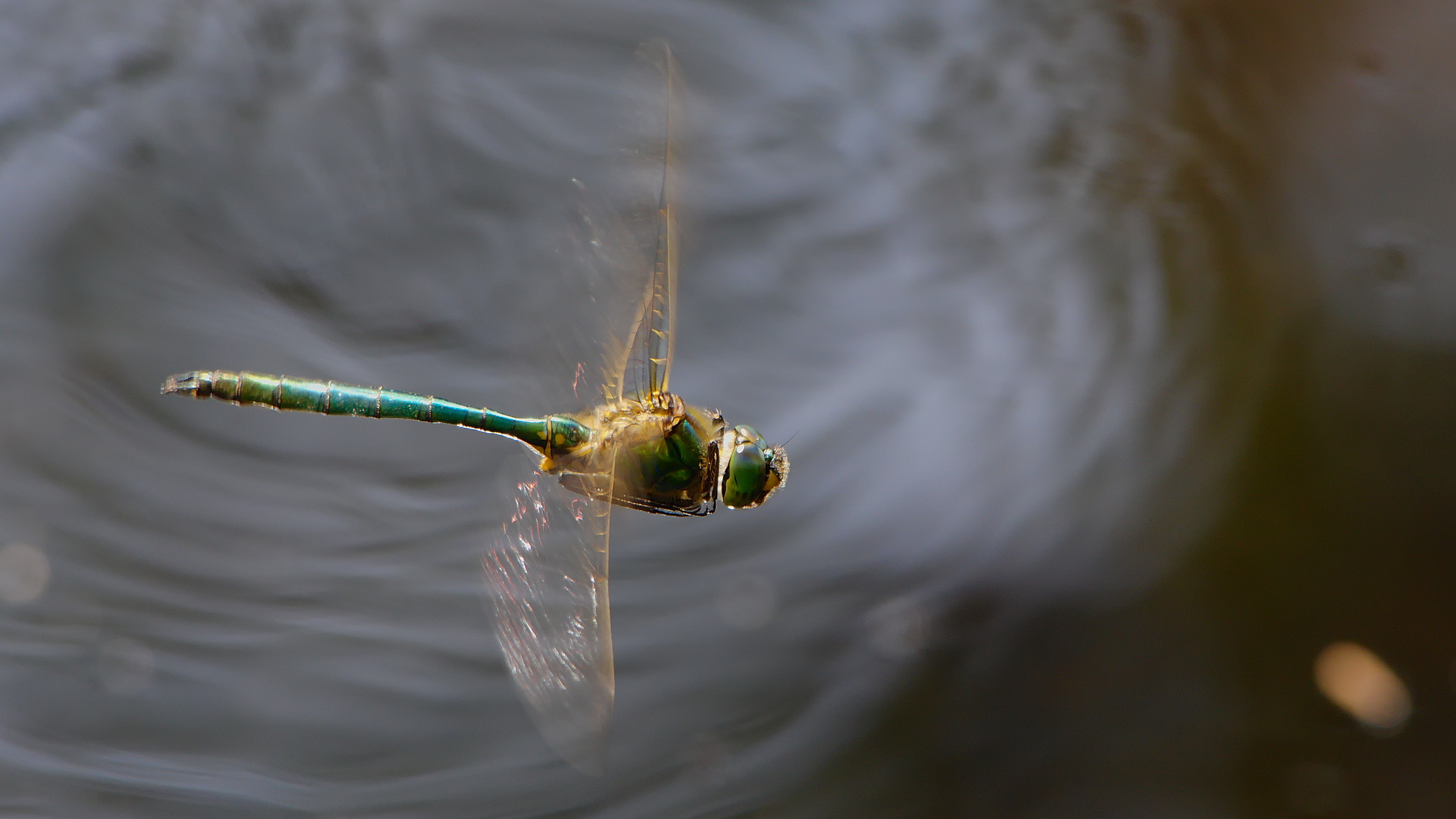
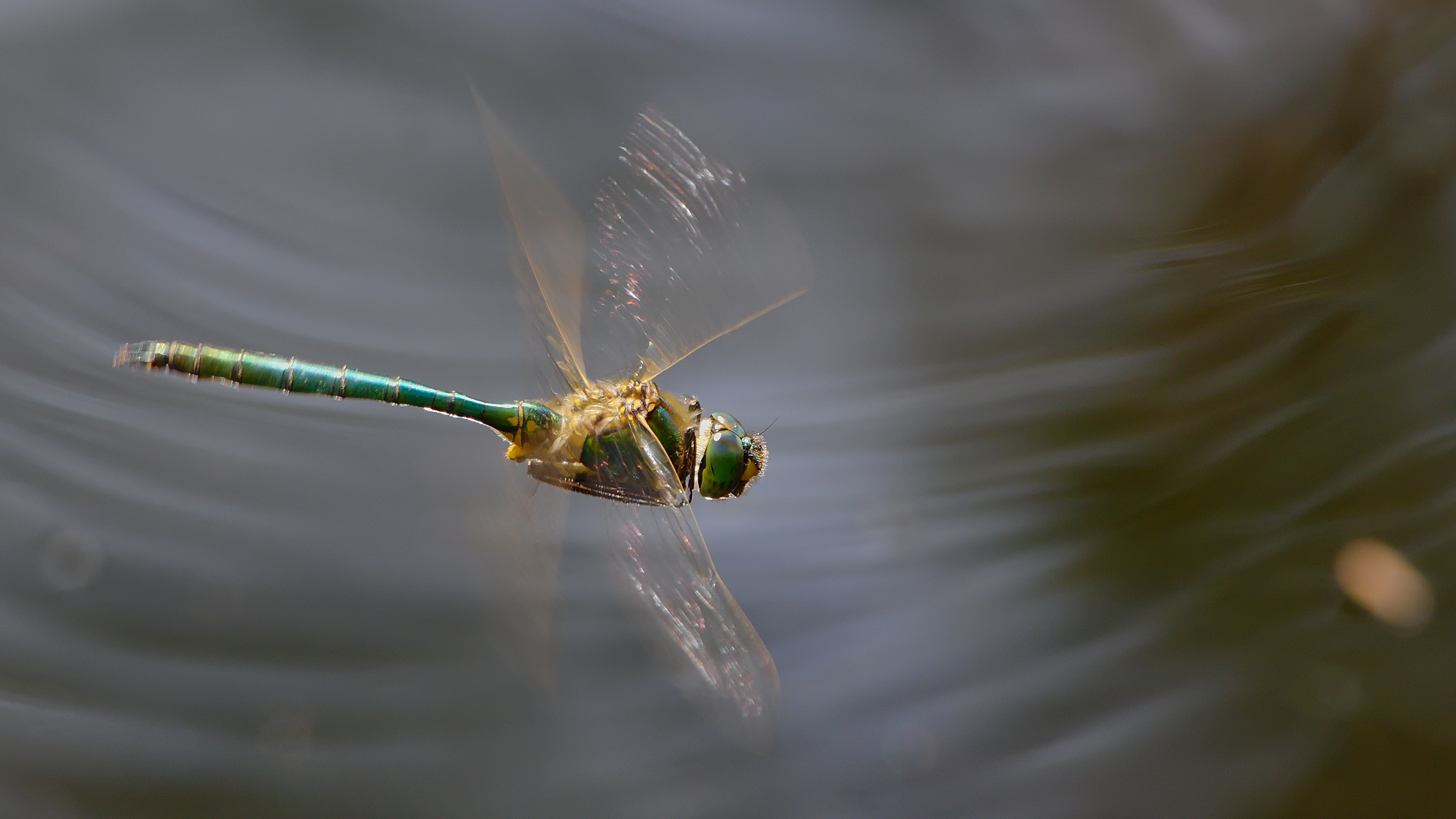